# Christoph Schwarz
Pour les articles homonymes, voir Schwarz.
Christoph Schwartz, Schwarz, ou Schovarts, né vers 1545 ou vers 1548 à Munich et mort le 15 avril 1592 dans la même ville, est un peintre de cour allemand.

## Biographie
Christoph Schwarz est né vers 1545 ou vers 1548 à Munich. Il est le fils d'un orfèvre de Munich, Conrad Schwarz, et a été apprenti de Hans Bocksberger II de 1560 jusqu'aux alentours de 1566. En 1568, il a travaillé sur des décorations festives pour le mariage du Prince William (plus tard duc) de Bavière et de la duchesse Renée de Lorraine avec Hans Mielich, le maître en charge, et Hans Ostendorfer II (vers 1570). Il a également aidé Mielich sur les peintures du grand retable (1560-72 ; in situ) de la Liebfrauenkirche, Ingolstadt. En 1569, il obtient son certificat de maîtrise et la citoyenneté de Munich. Entre 1570 et 1573, il était en Italie, principalement à Venise, bien qu'il ait passé un peu de temps à Padoue avec Lambert Sustris. Après son retour en 1573, il a été nommé peintre de la ville de Munich et l'année suivante peintre de cour pour le duc Albert V, en tant que successeur de Mielich. Les peintures de façade dont Sandrart a loué à la maison du marchand à la Kaufingerstraße 4 (l'Enlèvement des Sabines, dessin, Stuttgart, Staatsgal), sur la brasserie Senger à Burgstrasse et ailleurs, partiellement connues par des dessins réalisés après eux, ont été exécutées pendant cette période. Dans les années 1570, il a également représenté des sujets de la mythologie classique (par exemple, L'Enlèvement de Perséphone, Cambridge, Fitzwilliam) et des portraits peints. Christoph Schwarz est mort le 15 avril 1592 dans sa ville natale.
Les Beaux-Arts de Paris possèdent une Etude pour un tableau d'autel représentant saint Sébastien et saint Nicolas de Tolentino (graphite, plume, encre brune, lavis d'encre de Chine et touches d'aquarelle bleue et rouge, H. 0,209 ; L. 0,144 m). Ce dessin est à mettre en relation avec le Saint Sébastien et saint Nicolas de Tolentino de Schwarz (huile sur toile, Bayerische Staatsgemäldesammlungen, Munich), peint pour l'oratoire privé du duc Ferdinand de Bavière.